# Лонг Прери (Минесота)
Лонг Прери (енгл. Long Prairie) град је у америчкој савезној држави Минесота.

## Демографија
По попису из 2010. године број становника је 3.458, што је 418 (13,8%) становника више него 2000. године.
| Група             | 2000.         | 2010.         |
| Белци             | 2.722 (89,5%) | 2.302 (66,6%) |
| Афроамериканци    | 2 (0,1%)      | 36 (1,0%)     |
| Азијати           | 3 (0,1%)      | 21 (0,6%)     |
| Хиспаноамериканци | 285 (9,4%)    | 1.034 (29,9%) |
| Укупно            | 3.040         | 3.458         |